# Pardalotus quadragintus
El pardalote tasmano (Pardalotus quadragintus) es una especie de ave paseriforme de la familia Pardalotidae. Es el pardalote más escaso y una de las aves más raras de Australia ya que se encuentra confinado en algunas islas menores al este de Tasmania.

## Descripción

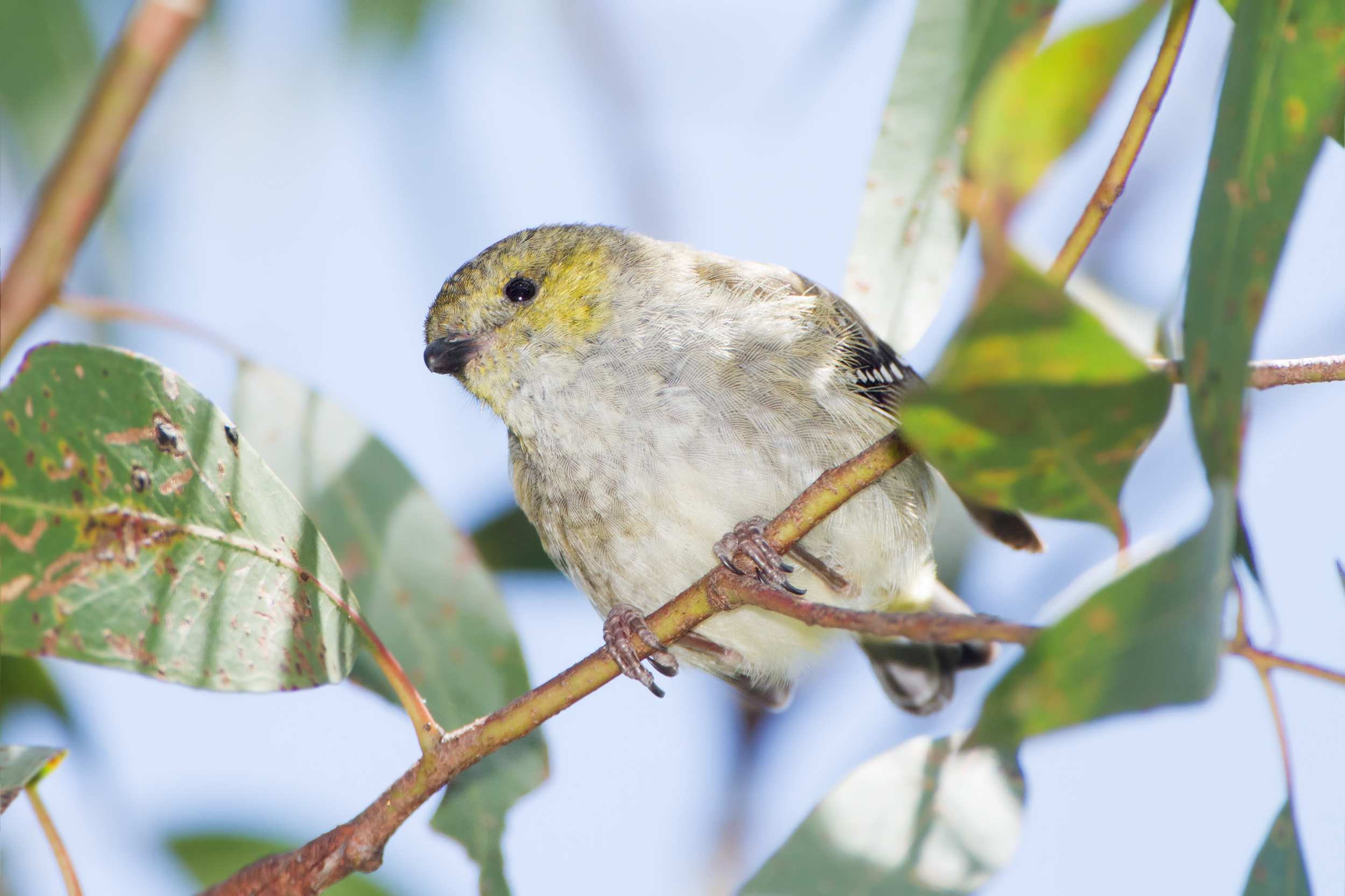
Ejemplar en la reserva Peter Murrell.

El pardalote tasmano es un ave pequeña, de entre 9 y 10 cm de largo, y de aspecto similar al más común pardalote moteado (Pardalotus punctatus), pero con el dorso y cabeza de tonos pardo verdosos apagados en lugar del colorido plumaje de este último, con el que coincide en su área de distribución, y además no tiene lista superciliar. Su obispillo es verdoso, mientras que sus mejillas y la parte inferior de la cola son amarillentas. Su pecho es blanco con cierto tono amarillo. Las plumas de sus alas son negras y cada una tienen un punto blanco en la punta. No presenta variación estacional en su plumaje, pero los juveniles son de tonos más apagados que los adultos.

## Distribución

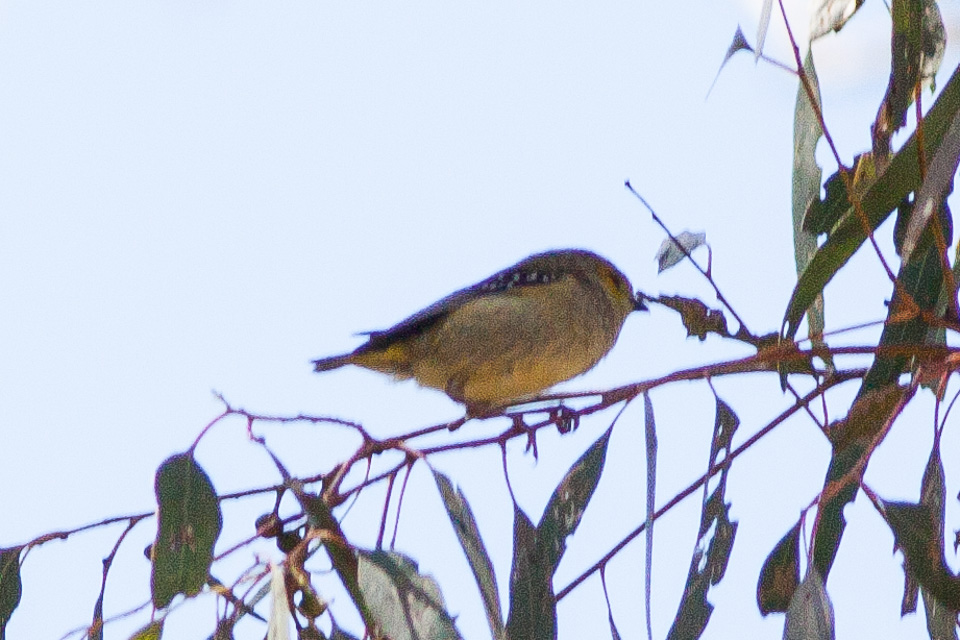
Hobart, Tasmania

Es endémico de la costa este de Tasmania y las islas menores aledañas, aunque en la actualidad solo se encuentra permanentemente en algunas colonias aisladas en el sureste de Tasmania, principalmente en las islas Maria y Bruny. Ocasionalmente se registra su presencia en las zonas suburbanas de Hobart. Son aves sedentarias o que realizan desplazamientos locales por su restringido área de distribución. Su población está en declive y está clasificado como especie en peligro de extinción. Es más abundante en isla Maria, que se gestiona como reserva. BirdLife International identifica como emplazamientos importantes para la conservación del pardalote de Tasmania la isla Bruny, el centro de la isla Flinders, la isla Maria y el sureste de Tasmania.

## Hábitat
Se asocia a los bosques secos de eucaliptos con alta concentración de Eucalyptus viminalis, donde se alimenta casi exclusivamente.

## Comportamiento
El pardalote tasmano forma parejas y es territorial durante la época de cría, aunque se integra en pequeñas bandas durante el invierno. Se alimenta de insectos que busca metódicamente en las copas de los árboles. Anidan en los huecos de los árboles y ocasionalmente en madrigueras en el suelo.